# Tour penchée de Toruń
La tour penchée de Toruń est une tour médiévale qui se trouve dans le centre historique de Toruń en Pologne. Classée monument historique le 10 octobre 1929 elle se distingue par son inclinaison de 1,46 mètre d'écart à la verticale pour 15 mètres de hauteur.

## Historique
Construite au cours de la seconde moitié du XIIIe siècle en tant qu'une tour défensive elle faisait partie de la muraille de Toruń. Elle commence à s'incliner au Moyen Âge en raison de fondation posée sur le sol argileux-sableux.
Au XVIIIe siècle elle perd son caractère défensif et devient une prison pour femmes, au courant du siècle suivant elle est transformée en forge et se voit aménager un logement d'armurier. Fin XIXe siècle elle n'abrite plus que des logements et son toit gothique est remplacé par un toit en appentis.
À partir des années 1960 plusieurs associations culturelles s'y implantent, entre autres l'Agenda Culturel de Toruń qui s'établit dans la tour en 2016.

## Légendes

### Légende de l'étymologie de Toruń
D'après une tradition une de tours de la ville se liait d'amitié avec la Vistule. Le fleuve lui racontait des histoires intéressantes tout en s'approchant de ses murs. Au fil du temps la Vistule dégravoyait les fondations de la tour, celle-ci ne supportant plus le courant du fleuve s'écria: Vistule, Vistule ne t'approche de moi ou je m'écroule! Le fleuve lui a répondu: Alors écroule! (polonais: To ruń!). Le cri était entendu de loin par des voyageurs qui se demandaient quel nom porte la ville qui se dessine sur l'horizon. Ainsi  ils marquèrent Toruń sur leurs cartes.

### Légende du péché du chevalier teutonique
Au château de Toruń vivaient 12 chevaliers teutoniques. L'un d'eux est tombé amoureux d'une jeune bourgeoise. Ils se rencontraient dans des ruelles de la ville, mais les citadins les ont dénoncés au commandeur de l'ordre. Le chevalier a été contraint de construire une tour, cependant elle ne devrait pas être droite, tout comme ne l'était pas la conscience du chevalier.